# Edwin Catmull
Edwin Earl Catmull (sinh ngày 31 tháng 3 năm 1945) là nhà khoa học máy tính đã nghỉ hưu người Mỹ và cựu chủ tịch của Pixar và Walt Disney Animation Studios. 
Catmull đã đóng góp cho nhiều tiến bộ quan trọng trong đồ họa máy tính 3D. Ông đã nhận được nhiều giải thưởng, bao gồm cả giải Turing năm 2019.

## Tiểu sử
Edwin Catmull sinh ra ở Parkersburg, West Virginia. Gia đình anh sau đó chuyển đến Utah, nơi cha của Catmull từng làm hiệu trưởng của Trường Trung học Granit, sau đó là Trường Trung học Taylorsville. Catmull là con cả trong gia đình 5 anh chị em,  và từng phục vụ với tư cách là một nhà truyền giáo của Giáo hội các Thánh hữu Ngày sau của Chúa Giê Su Ky Tô khu vực Thành phố New York vào thập niên 1960.